# Silberarsenat
Silberarsenat, Ag3AsO4 ist eine chemische Verbindung zwischen Silber und der Arsensäure.

## Herstellung
Durch die Reaktion von Arsensäure mit Silbernitrat und Ammoniak kann Silberarsenat und Ammoniumnitrat hergestellt werden.
{\displaystyle {\ce {H3AsO4 + 3 AgNO3 + 3 NH3 -> Ag3AsO4 + 3 NH4NO3}}}

## Eigenschaften
Silberarsenat ist ein rotes Pulver. Es ist nicht brennbar und lichtempfindlich. Die Verbindung kristallisiert in der kubischen Raumgruppe P43n (Raumgruppen-Nr. 218) mit der Gitterkonstante a = 6,1391 Å, die Struktur ist isomorph zu Silberphosphat.

## Sicherheitshinweise
Das Salz wirkt beim Verschlucken oder Inhalieren giftig. Zudem kann es auch Krebs erregen.
Im Brandfall kann unter anderem Arsen(III)-oxid entstehen.